# Francesco Cangiullo
Francesco Cangiullo (* 27. Januar 1888 in Neapel; † 22. Juli 1977 in Livorno) war ein italienischer Dichter und Maler des Futurismus. Sein 1900 geborener Bruder Pasqualino Cangiullo war ebenfalls Futurist.

## Leben
Cangiullo stieß am 20. April 1910 bei einem „futuristischen Abend“ auf Marinetti, Boccioni, Carrà und Russolo und schloss sich ihnen an. Als Autodidakt entwickelte er Verfahren die Sprachzerlegung in der Malerei, der Dichtkunst und im Theater umzusetzen. 1914 präsentierte er sich erstmals als Maler und Vortragskünstler. Später widmet er sich eingehend der typographischen Gestaltung literarischer Texte, die häufig in Lacerba, Vela Latina und L'Italia Futurista erscheinen. Auch im Theaterbereich ist Cangiullo tätig, sein im Jahr 1916 entstandenes Stück Detonation, das nur wenige Minuten dauert, wurde zu einem der bekanntesten „Theater-Synthesen“ des Futurismus. Zu Beginn der 20er Jahre arbeitet er gemeinsam mit Marinetti an der Theorie des „Theaters der Überraschung“. 1924 trennt sich Cangiullo von den Futuristen, Grund ist eine Auseinandersetzung mit Marinetti, dem er jedoch bis zu dessen Tod im Jahr 1944 verbunden bleibt. Zwischen 1930 und 1933 kehrt er zumindest zeitweilig zum Futurismus zurück und veröffentlicht die Erzählung Marinetti al Vesuvuio und den Roman Ninì Champagne.